# Центральная мечеть (Шымкент)
Центральная мечеть города Шымкент (каз. Шымкент қаласының орталық мешіті) — крупнейшая мечеть города Шымкент и одна из крупнейших мечетей Казахстана.

## История
Центральная мечеть города Шымкент — Эта одна из религиозных достопримечательностей города Шымкента. Она располагается в западной части города.
В 9 мая 2013 года окончился мечеть Абдулхамида Каттани, является самой большой мечетью на всей территории Южно-Казахстанской области. Инициатором строительства святыни выступил глава государства Республики Казахстан при непосредственной поддержке президента ОАЭ шейха Халифа ибн Заид Аль Нахайяна.
На торжественном открытии 748-й по счету официально зарегистрированной мечети в Южно-Казахстанской области присутствовали президент фонда ОАЭ, министр юстиции, председатель по делам религий, председатель Агентства Республики Казахстан по делам религий Кайрат Лама-Шариф, посол ОАЭ в казахстанской Республике - Матар Аль Кетби, а также главный муфтий Ержан Маямеров, председатель Духовного управления мусульман страны, аким Южно-Казахстанской области Аскар Мырзахметов. Церемонию открытия также посетили главные имамы, представительные власти городов и районов области.
Площадь здания шымкентской мечети составляет 8516 кв. м. Одновременно храм может вместить до 3 тыс. прихожан. Общая площадь территории участка, на котором размещается мечеть, составляет 2,69 га. Двухэтажная часть здания мечети занимает площадь 3699,4 кв. м, площадь купольной части — 3702,3 кв. м, площадь минаретов занимает - 344 кв.м. Помимо этого, в единый комплекс входят дом имама, зал для омовения и котельная.
Комплекс мечети с высокой башней-минаретом, увенчанной огромным белым куполом, безусловно, является одним из самых красивых зданий города Шымкента и его визитной карточкой.